# Imperi colonial danès

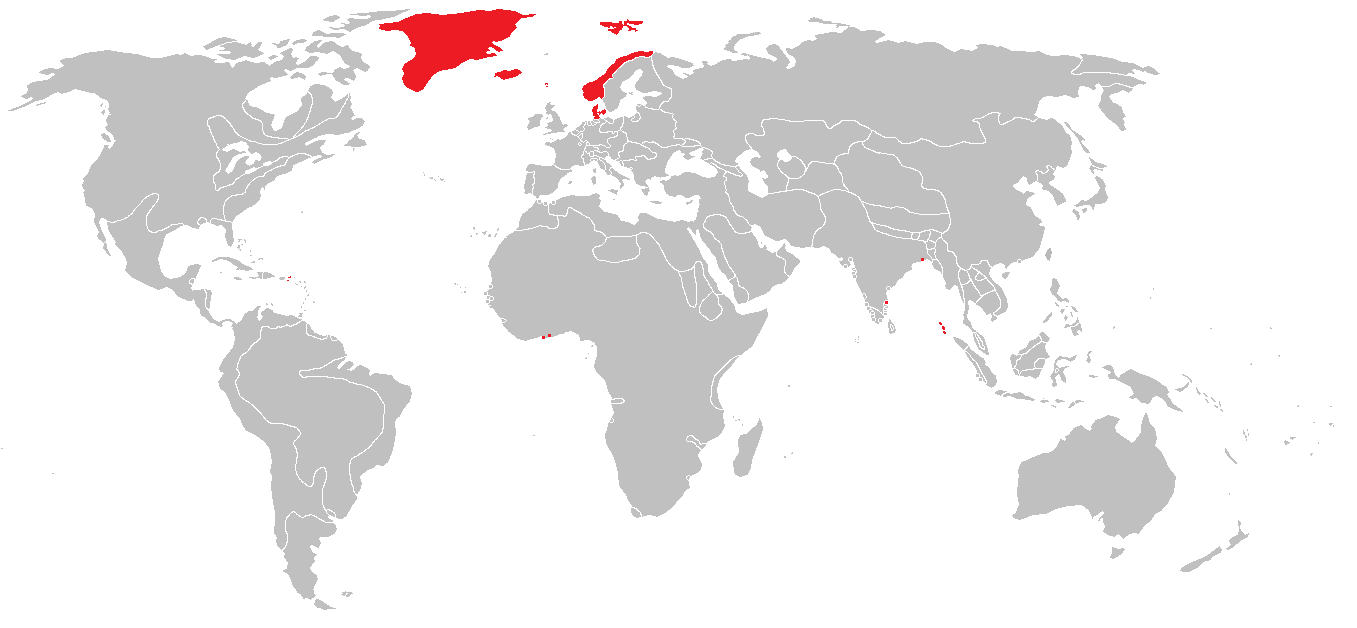
Apogeu de l'Imperi colonial danès en 1800.

La història de l'Imperi colonial danès comença al segle xiii, quan Dinamarca va obtenir territoris a l'actual Estònia (vegeu Estònia danesa). De la unió personal amb Noruega, el Regne de Dinamarca i Noruega posseïa diverses antigues terres noruegues : Groenlàndia, les illes Fèroe, les Illes Òrcades, les Shetland i Islàndia. Al segle xvii, Dinamarca va començar a desenvolupar colònies, forts i factories comercials a l'Àfrica, a les Antilles i a l'Índia.

## Història
La primera colònia danesa fora d'Europa va ser establerta per la Companyia Danesa de les Índies Orientals en 1620 al sud de l'Índia, a Tranquebar però les guerres europees en què va participar Dinamarca van arruïnar la companyia i el comerç a l'Índia va cessar completament entre 1643 i 1669, període durant el qual es van perdre totes les adquisicions anteriors excepte Tranquebar, que es va mantenir fins que va arribar l'ajuda de Dinamarca el 1669,
El 1732 la idea va tornar a sorgir com a Companyia Danesa d'Àsia, mantenint-se diverses factories també a l'Índia als segles XVIII i xix. En 1755 Dinamarca va adquirir el poble de Serampore (Frederiksnagore), i, més tard, les ciutats d'Achne i Pirapur, que estan situades aproximadament 25 quilòmetres al nord de Calcuta. En 1829 es va establir una universitat danesa a Serampore, que actualment encara existeix. Aquestes ciutats i factories van ser venudes a la Gran Bretanya en 1845.
A l'Àfrica, Dinamarca tenia factories i places fortes, particularment a l'actual Ghana (Osu, rebatejada Christiansborg, Takoradi). Totes aquestes factories i forts danesos van ser venuts als britànics en 1850, per esdevenir la colònia britànica de Costa d'Or.
Les Illes Verges van ser colonitzades en 1672 per la Companyia Danesa de les Índies Occidentals i de Guinea. Van ser venudes en 1917 als Estats Units i al Regne Unit per 25 milions de dòlars.

### Segona Guerra mundial
Quan esclata la Segona Guerra Mundial, i Dinamarca és ocupada per Alemanya, Islàndia és, al seu torn, ocupada pels aliats el 1940 i va declarar la seva independència. Les Illes Fèroe va ser igualment ocupades durant aquest període.
Els funcionaris danesos de Groenlàndia van reprendre llavors ells mateixos l'administració del territori i l'ambaixador danès als Estats Units, Henrik Kauffmann, va anunciar el 10 d'abril de 1940 que ja no rebria d'ara endavant cap ordre de Dinamarca. Després que vaixells de guerra alemanys apareguessin a l'altura de les costes de Groenlàndia, Henrik Kauffmann va signar un tractat amb els Estats Units el 9 d'abril de 1941. Aquest tractat donava el dret als Estats Units d'establir bases militars a Groenlàndia. Aquest territori va servir abans de tot de base per als avions d'observació americans que anaven a la cerca dels submarins alemanys en l'Atlàntic, però va ser igualment utilitzat com a estació d'avituallament per a algunes missions marítimes. Els alemanys van intentar igualment moltes vegades utilitzar l'illa per establir-hi estacions meteorològiques, però aquestes temptatives van fracassar.

### Actualment
Avui, l'únic vestigi d'aquest imperi és Groenlàndia, l'estatut colonial de la qual es va acabar el 1953 i és ara una regió autònoma de l'Estat danès. Les Illes Fèroe tenen l'autonomia des de 1948 al si de Dinamarca.